# Tisserin à gorge noire
Ploceus castanops
Espèce
Statut de conservation UICN

 LC  : Préoccupation mineure
Le Tisserin à gorge noire (Ploceus castanops) est une espèce de passereaux appartenant à la famille des Ploceidae.
Il se distingue des autres tisserands par son œil brillant et son habitat humide.
Son aire s'étend principalement à travers l'Ouganda, le Rwanda et le Burundi.

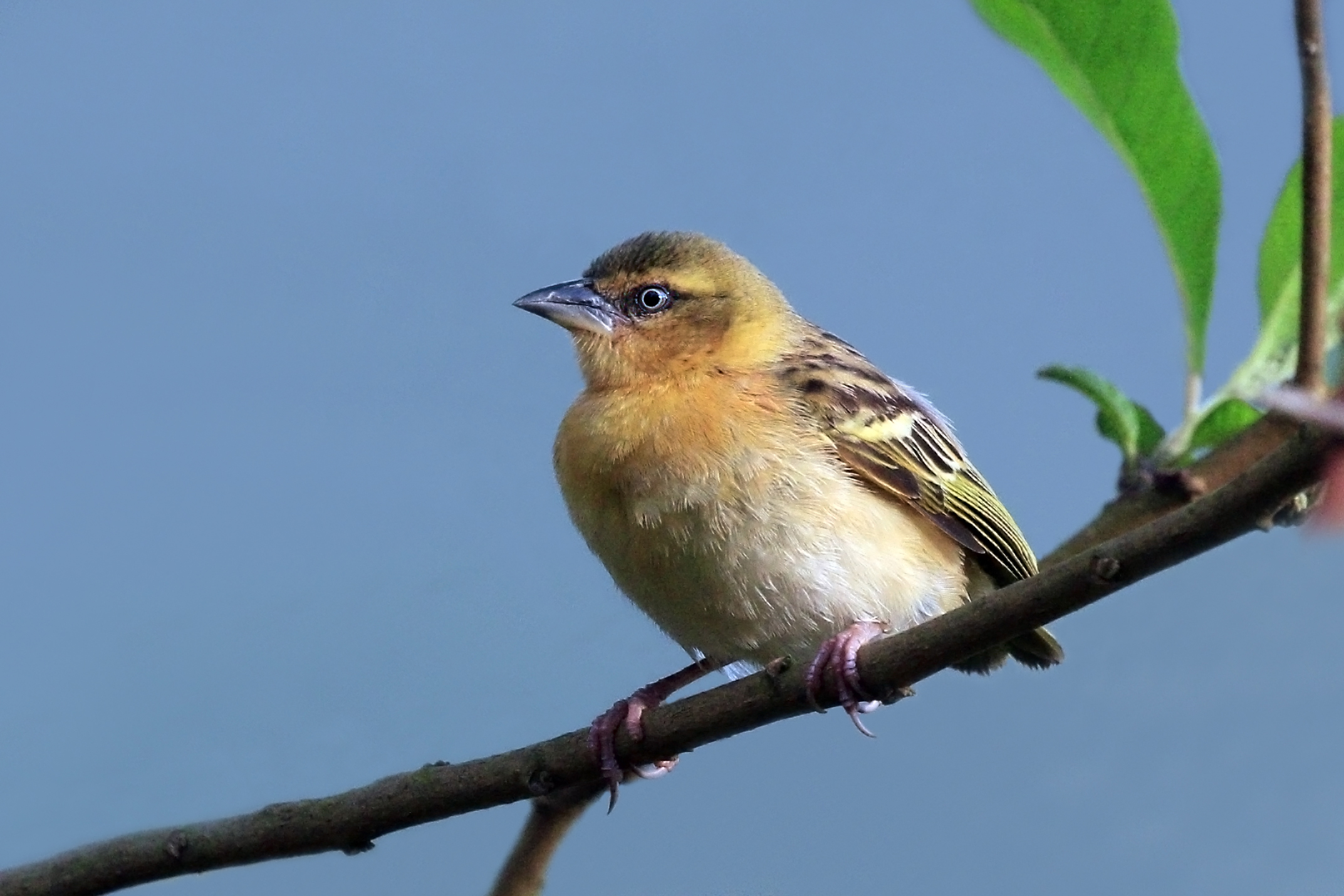
Une femelle.